# WASP-7b
WASP-7b 또는 HD 197286 b는 현미경자리에 있는, 지구에서 약 490광년 떨어진 곳에 있는 HD 197286을 공전하고 있는 외계 행성이다. 이 행성은 2008년에 발견되었으며, 어머니 항성을 5일 주기로 공전하고 있다. 반지름은 목성의 85퍼센트, 질량은 목성의 67퍼센트 수준이다. 이 행성의 상층 대기 온도는 무려 1,300 켈빈에 이른다. WASP-7b의 공전 궤도는 거의 정원에 가깝다.

## 참고 문헌
- https://web.archive.org/web/20120307000706/http://www.superwasp.org/wasp_planets.htm
- http://exoplanet.eu/planet.php?p1=WASP-7&p2=b